# Chloraea multilineolata
Chloraea multilineolata är en orkidéart som beskrevs av Charles Schweinfurth. Chloraea multilineolata ingår i släktet Chloraea och familjen orkidéer. Inga underarter finns listade i Catalogue of Life.